# Баттьяни, Йожеф
Йожеф Баттьяни (венг. József Batthyány; 30 января 1727, Вена, Эрцгерцогство Австрия — 23 октября 1799, Пресбург, Эрцгерцогство Австрия) — венгерский кардинал. Епископ Эрдели с 13 июля 1759 по 15 декабря 1760. Архиепископ Калочи с 15 декабря 1760 по 20 мая 1776. Архиепископ Эстергома и примас Венгрии с 20 мая 1776 по 23 октября 1799. Кардинал-священник с 1 июня 1778, с титулом церкви Сан-Бартоломео-аль-Изола с 19 апреля 1782 по 23 октября 1799.